# Drosanthemum jamesii
Drosanthemum jamesii är en isörtsväxtart som beskrevs av L. Bol. Drosanthemum jamesii ingår i släktet Drosanthemum och familjen isörtsväxter. Inga underarter finns listade i Catalogue of Life.